# South Ronaldsay (Civil Parish)

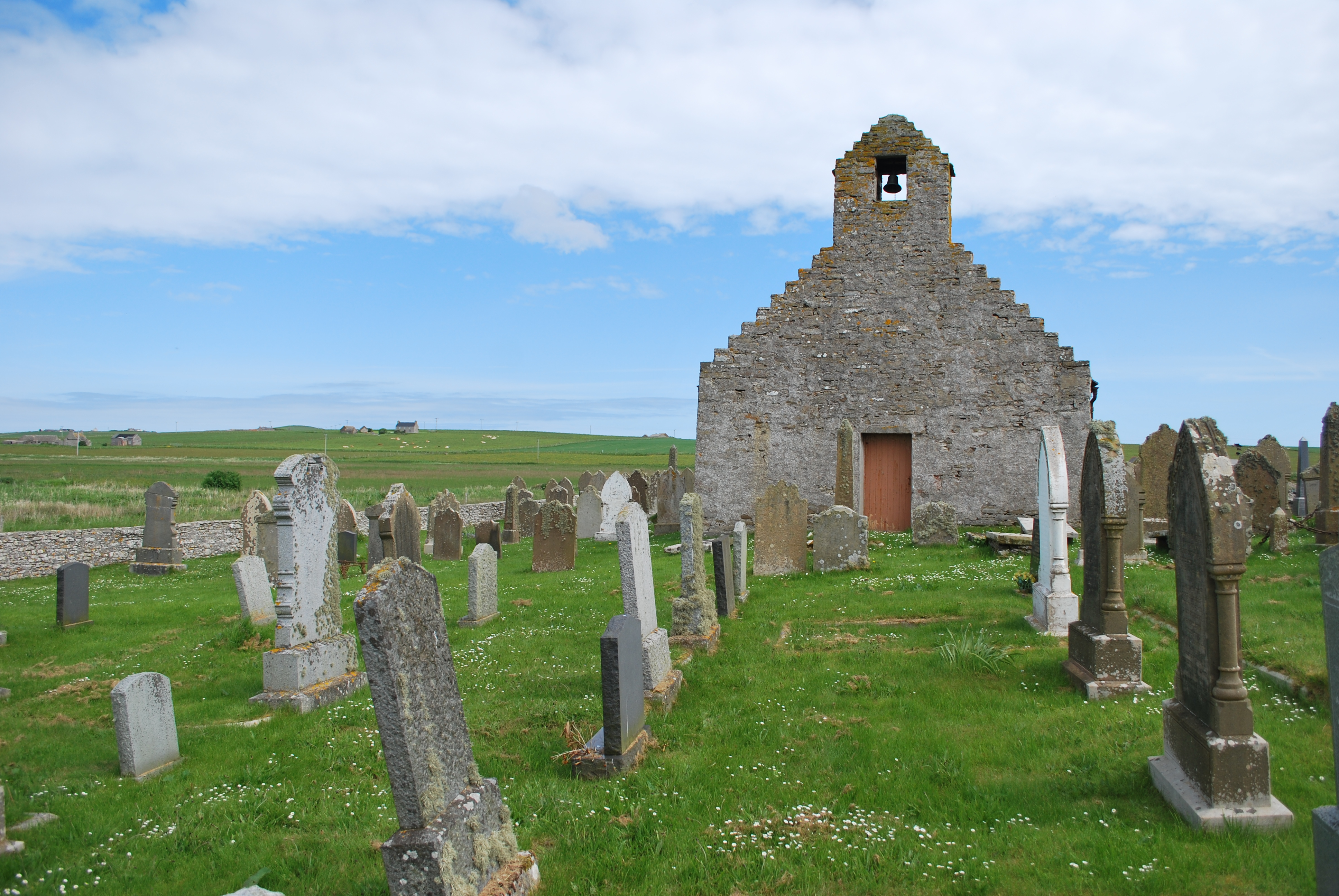
Die Kirche von Burwick

South Ronaldsay ist eine historische Verwaltungseinheit (Civil Parish) auf den Orkneyinseln im Norden von Schottland. Vom Typ her handelt es sich um eine Gemeinde.
Das Gebiet des Civil Parishes umfasst im Wesentlichen die Insel South Ronaldsay. Hinzu kommen Burray, Hunda und Swona. Größere Orte auf Orkney sind Stromness, etwa 28 Kilometer entfernt im Nordwesten, sowie Kirkwall, etwa 21 Kilometer entfernt im Norden. Unter den zugehörigen Ortschaften sind Burwick, Cleat, Liddel, Hoxa, Quindry, Sandwick, St Margaret’s Hope und Uppertown,.
Ende des 20. Jahrhunderts ging aus ihr die Community Council Area South Ronaldsay and Burray hervor.